# بیه‌لا
بیه‌لا (به ایتالیایی: Biella) یک کومونه در ایتالیا است که در استان بیه‌لا واقع شده‌است.

## خصوصیات
بیه‌لا ۴۶٫۶۸ کیلومترمربع مساحت و ۴۳٬۷۳۳ نفر جمعیت دارد و ۴۲۰ متر بالاتر از سطح دریا واقع شده‌است.

## خواهرخوانده
شهرهای آرکیپا، تورکوآن و ویهای خواهرخوانده‌های بیه‌لا هستند.